# 金履寬
金履寬，贵州湄潭人，清朝政治人物、同進士出身。
雍正元年（1723年）清世宗登極癸卯科進士，三甲一百十四名，后官江西興國知縣，升中書科中書。